# 50 anni di Bella Musica
50 anni di Bella Musica è un album live di Marcella Bella, pubblicato il 31 maggio 2019 dalla Azzurra Music, in formato CD e download digitale. Contiene il brano inedito Ti mangerei e duetti con Donatella Rettore e Silvia Salemi oltre a versioni live dei suoi più grandi successi  accompagnati dall'orchestra Casanova Venice Ensemble. L'album viene anticipato dal singolo Ti mangerei in rotazione radiofonica dal 24 maggio.

## Tracce
CD 1
1. Mi ti amo
2. Abbracciati
3. Canto straniero
4. Io domani
5. Rio de Janeiro
6. Nessuno mai (feat. Silvia Salemi)
7. Tanti auguri
8. Una grande passione
9. E se qualcuno
10. Montagne verdi
11. Lovin you

CD 2
1. Ancora un po'
2. Uomo bastardo
3. L'ultima poesia (feat. Donatella Rettore)
4. Fa chic
5. Dopo la tempesta
6. Senza un briciolo di testa
7. Aria latina
8. Il profumo del mare
9. L'emozione non ha voce (feat. Donatella Rettore e Silvia Salemi)
10. Nell'aria
11. Ti mangerei (inedito)